# Polyrhachis wellmani
Polyrhachis wellmani é uma espécie de formiga do gênero Polyrhachis, pertencente à subfamília Formicinae.